# 어우양즈웨이
어즈양주웨이(중국어: 欧阳智薇, 1987년 10월 2일 ~ )은 중국의 아나운서이다.

## 학력
- 중국 미디어 대학

## 경력
- 2009년 CCTV 아나운서